# Konolfingen (distrikt)
Konolfingen var fram till 31 december 2009 ett amtsbezirk i kantonen Bern, Schweiz.

## Kommuner
Konolfingen var indelat i 31 kommuner:
- Aeschlen
- Allmendingen
- Arni
- Biglen
- Bleiken bei Oberdiessbach
- Bowil
- Brenzikofen
- Freimettigen
- Grosshöchstetten
- Herbligen
- Häutligen
- Kiesen
- Konolfingen
- Landiswil
- Linden
- Mirchel
- Münsingen
- Niederhünigen
- Oberdiessbach
- Oberhünigen
- Oberthal
- Oppligen
- Rubigen
- Schlosswil
- Trimstein
- Tägertschi
- Walkringen
- Wichtrach
- Worb
- Zäziwil